# Sankyoku

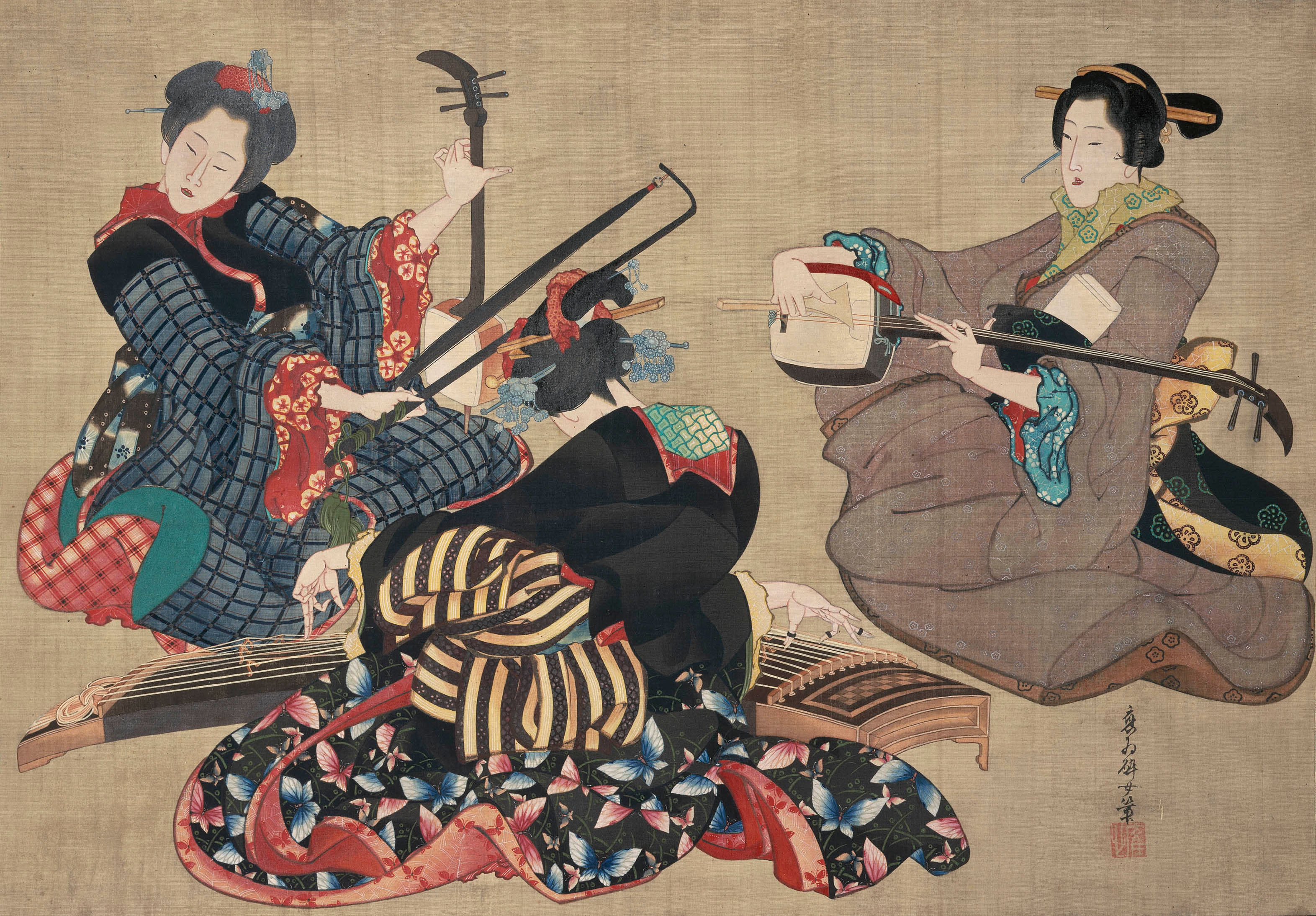
Peinture de femmes jouant du sankyoku (XIXe siècle).

Le sankyoku (三 曲) est un genre musical japonais pour ensemble instrumental composé du shamisen, du koto et du shakuhachi, ce dernier parfois remplacé par le kokyū. Aux instruments s'ajoute souvent un accompagnement vocal.
En principe, les mélodies sankyoku commencent par une mélodie de base, jouée par le shamisen, tandis que les deux autres instruments jouent simultanément les variations. Cette pratique commune à de nombreux autres traditions musicales dans le monde est connue sous le nom hétérophonie.
Selon la tradition, le luth sanshin est introduit en 1562 par les îles Ryūkyū (aujourd'hui préfecture d'Okinawa) et adapté progressivement aux besoins locaux, sous le nom de shamisen.
Les deux autres instruments existent déjà au Japon : le koto est une l'adoption de l'instrument chinois appelé guzheng, importé au VIIIe siècle, tandis que la version moderne du shakuhachi apparaît au début du XVIIe siècle comme instrument rituel des moines zen qui se livrent à la mendicité.